# Renato Natale
Renato Franco Natale (Casal di Principe, 26 agosto 1950) è un medico, politico e attivista italiano, sindaco di Casal di Principe dal 9 giugno 2014 al 28 giugno 2024 dopo esserlo brevemente stato tra il 1993 e il 1994. È considerato il primo e unico Sindaco di Casal di Principe ad aver posto come priorità assoluta la trasparenza e la lotta alla camorra nella terra dei Casalesi, così come ha scritto Roberto Saviano in Gomorra. La sua prima gestione politica è stata brevissima, spezzata poco dopo l'uccisione del parroco ed amico Don Giuseppe Diana, oggi simbolo dell'anticamorra. È fondatore, insieme ad altri medici, dell'associazione Jerry Essan Masslo, impegnata nella tutela della salute degli immigrati e del loro reinserimento sociale. È altresì membro di Libera, di cui è stato referente regionale in passato, impegnandosi tuttora nel recupero dei beni confiscati alle mafie a fini sociali. È fondatore del Comitato Don Peppe Diana. Dal 2014 è membro dell'esecutivo della Rete italiana del dialogo interculturale (RIDE).

## Biografia

### Breve esperienza da sindaco e prime intimidazioni
Durante la sua prima e breve esperienza da Sindaco, nel 1993, fu protagonista della “battaglia dei paletti”, che lo vide scontrarsi a ciel sereno con il clan dei Casalesi. Natale pedonalizzò il centro cittadino circoscrivendolo con dei paletti e i Casalesi, sentitosi toccati, raccolsero il gesto come segno di sfida e ogni sabato per settimane venivano divelti e lasciati davanti alla sua abitazione per poi essere ripristinati dal Comune. Sempre durante il periodo di mandato, il clan dei Casalesi scaricò tonnellate di sterco di bufala davanti alla sua abitazione nel pieno centro del paese. Pochi mesi dopo l'uccisione di Don Peppe Diana, che fu anche un primo e chiaro segnale contro la sua amministrazione, fu "impallinato" dalla sua stessa maggioranza grazie a delle infiltrazioni camorristiche.
Nel corso del processo Spartacus è emerso un piano per portare a termine la sua uccisione, simulando un incidente automobilistico sfruttando la sua abitudine di passeggiare in bicicletta, poi fallito.
Nel giugno 2011 è stato raggiunto da una minaccia di morte per una storia connessa ad appalti e camorra, mobilitando il mondo politico e dell'associazionismo italiano.

### Impegno nel sociale e nuova candidatura
Dal 2013 non aderisce più ad alcun partito. Continua invece il suo impegno nel sociale, sia attraverso la associazione Jerry Masslo che nel Comitato Don Diana, di cui è rispettivamente fondatore e componente. A Marzo 2014 circa mille cittadini di Casal di Principe hanno sottoscritto un documento con cui gli hanno chiesto la candidatura a sindaco per le elezioni amministrative 2014. Alle elezioni amministrative di Domenica 8 giugno 2014 viene rieletto sindaco di Casal di Principe.
La stampa nazionale ha accolto con stupore la notizia e in particolare Roberto Saviano ha commentato l'elezione a Sindaco di Renato Natale come l'inizio di una nuova era per Casal di Principe.
Già nel 2012 aveva presentato una candidatura a sindaco. La candidatura era sostenuta da tutte le forze politiche, che avevano rinunciato a presentare proprie liste. Tuttavia la tornata elettorale fu stracciata dall'intervento del Consiglio dei Ministri che a tre giorni dalla presentazione ufficiale delle liste sciolse il Comune impedendo di dar luogo a elezioni.
Tra i primi atti della nuova giunta di Renato Natale l'adesione all'associazione nazionale Avviso Pubblico - Enti locali e Regioni per la formazione civile contro le mafie.
Si ricandida nel 2019 e viene rieletto con il 53,11%.Ha completato il suo secondo mandato nel Giugno del 2024. Dopo la sua decadenza da Sindaco, si iscrive al Partito Democratico; è nominato subcommissari del circolo PD di Casal di Principe. Nel Maggio del 2025 pubblica il libro " Io Casalese che non son altro, storia di resistenza e riscatto". Il libro è la narrazione del percorso di una comunità, cha da società contadina, arriva ad essere territorio di conquista di una delle organizzazioni criminali più pericolose d'Italia ; dopo la morte di don Peppe Diana, comincia però un percorso di rinascita e riscatto , fino alla liberazione della città dalla presenza criminale.